# (13250) Danieladucato
(13250) Danieladucato est un astéroïde de la ceinture principale.

## Description
(13250) Danieladucato est un astéroïde de la ceinture principale. Il fut découvert le 19 juillet 1998 à San Marcello Pistoiese par Andrea Boattini et Luciano Tesi. Il présente une orbite caractérisée par un demi-grand axe de 2,23 UA, une excentricité de 0,13 et une inclinaison de 3,9° par rapport à l'écliptique.

## Compléments